# Patron (Hund)

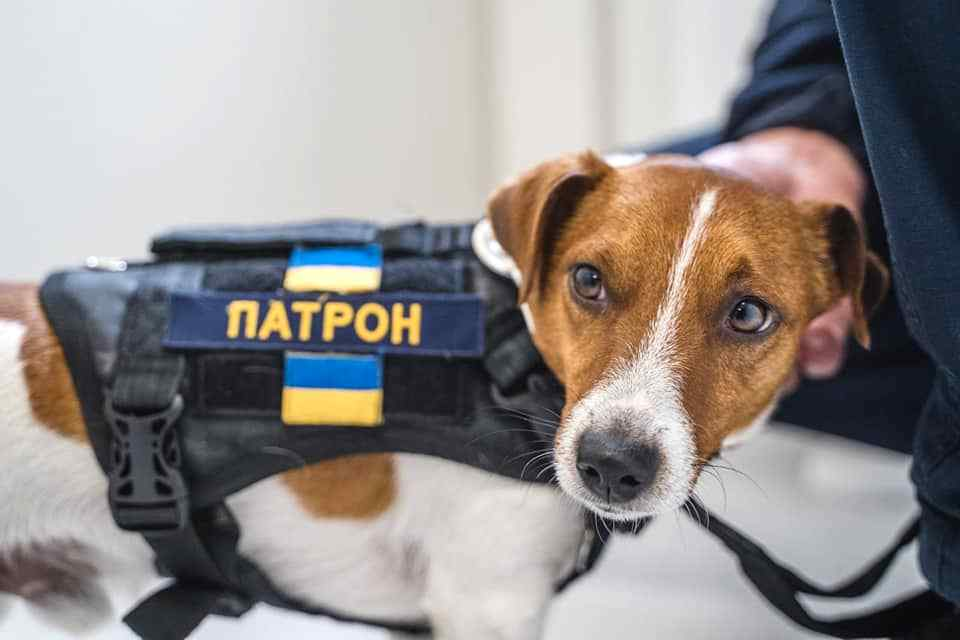
Patron, 2022

Patron (ukrainisch Патрон; * 2019) ist ein Sprengstoffspürhund und Maskottchen des Staatlichen Dienstes der Ukraine für Notfallsituationen. Er ist ein Jack Russell Terrier und hat Sprengstofffallen insbesondere im Raum der ukrainischen Stadt Tschernihiw erspürt. Dafür zeichnete ihn der ukrainische Präsident Wolodymyr Selenskyj mit der Medaille für hingebungsvollen Dienst aus.

## Leben

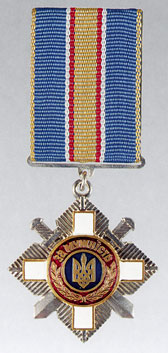
Orden für Tapferkeit, Dritte Klasse, für Patrons Betreuer Mychajlo Ilijew

Patron leistete vor allem seit Beginn des russischen Überfalls auf die Ukraine Dienste und wurde so schnell ein Symbol des ukrainischen Patriotismus. Bis zum 8. Mai 2022 erspürte Patron 236 nicht-detonierte russische Sprengstoff-Vorrichtungen.
Berühmt wurde er durch ein Video, das ursprünglich auf der Social-Media-Seite Facebook gepostet wurde. Der Militärhund springt in einen Lieferwagen, sitzt auf dem Schoß eines ukrainischen Soldaten und schnüffelt an Trümmern herum, um zu gewährleisten, dass das Gebiet sicher gemacht werden kann. Das Video wurde dann vom Zentrum für strategische Kommunikation und Informationssicherheit auf Twitter geteilt, in dem es hieß, die Geschichte des Hundes werde eines Tages verfilmt. „Im Moment“, fügte der Post hinzu, „erfüllt er treu seine beruflichen Pflichten.“
Am 8. Mai 2022 ehrte Wolodymyr Selenskyj, begleitet vom kanadischen Premierminister Justin Trudeau, Patron mit der Medaille für engagierten Dienst und seinen Betreuer Mychajlo Ilijew mit dem Orden für Tapferkeit Dritter Klasse. Nach der Pressekonferenz sagte Selenskyj: „Heute möchte ich jene ukrainischen Helden auszeichnen, die bereits unser Land von Minen räumen. Und zusammen mit unseren Helden einen wunderbaren kleinen Pionier – Patron –, der nicht nur hilft, Sprengstoffe zu neutralisieren, sondern auch unseren Kindern die notwendigen Sicherheitsregeln beizubringen in Gebieten mit Minengefahr.“
Am 27. Mai 2022 wurde Patron bei den Filmfestspielen von Cannes mit einem Ehrenpreis des Palm Dog Award ausgezeichnet.

## Galerie

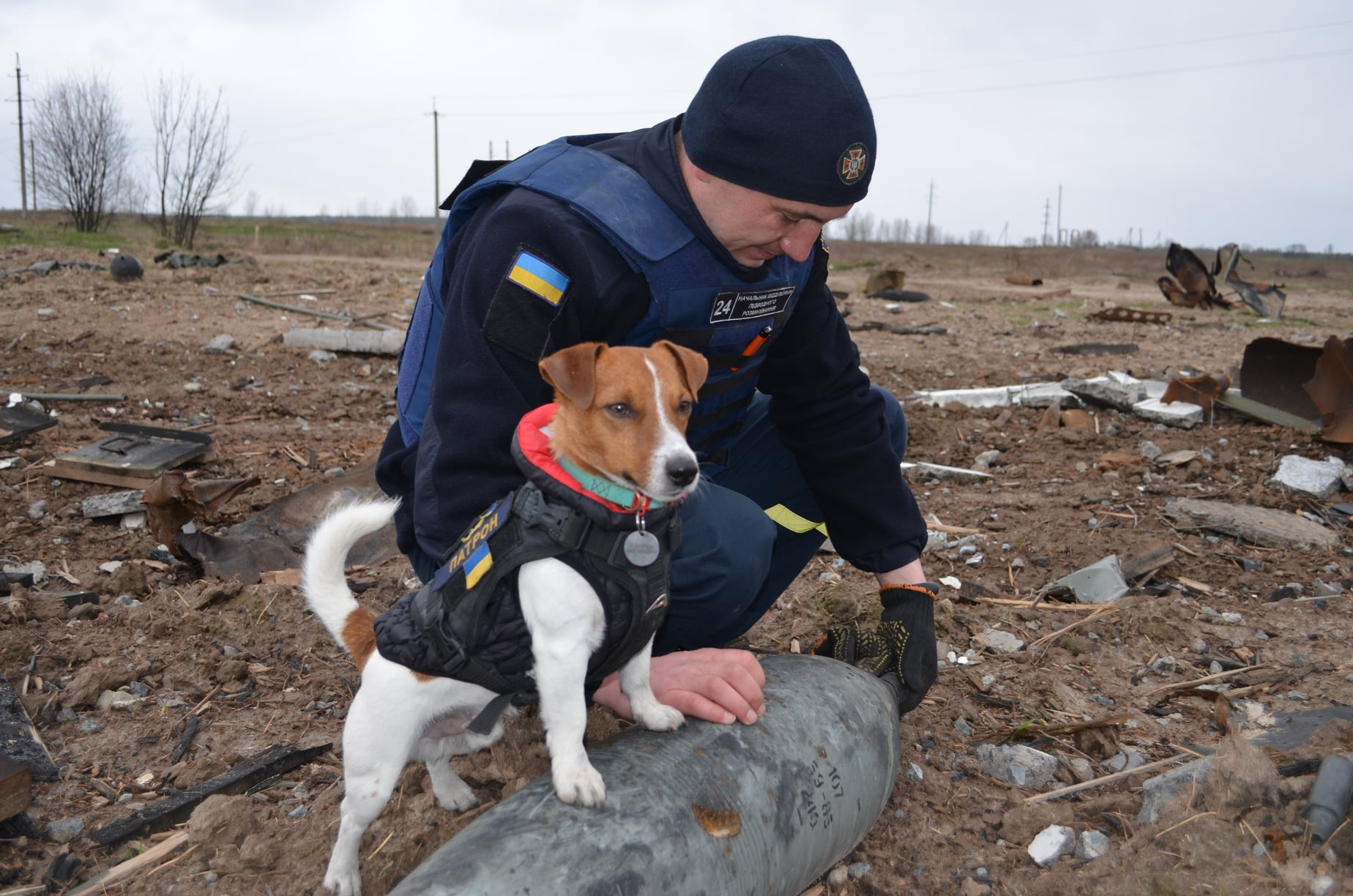
Patron und sein Betreuer im Einsatz
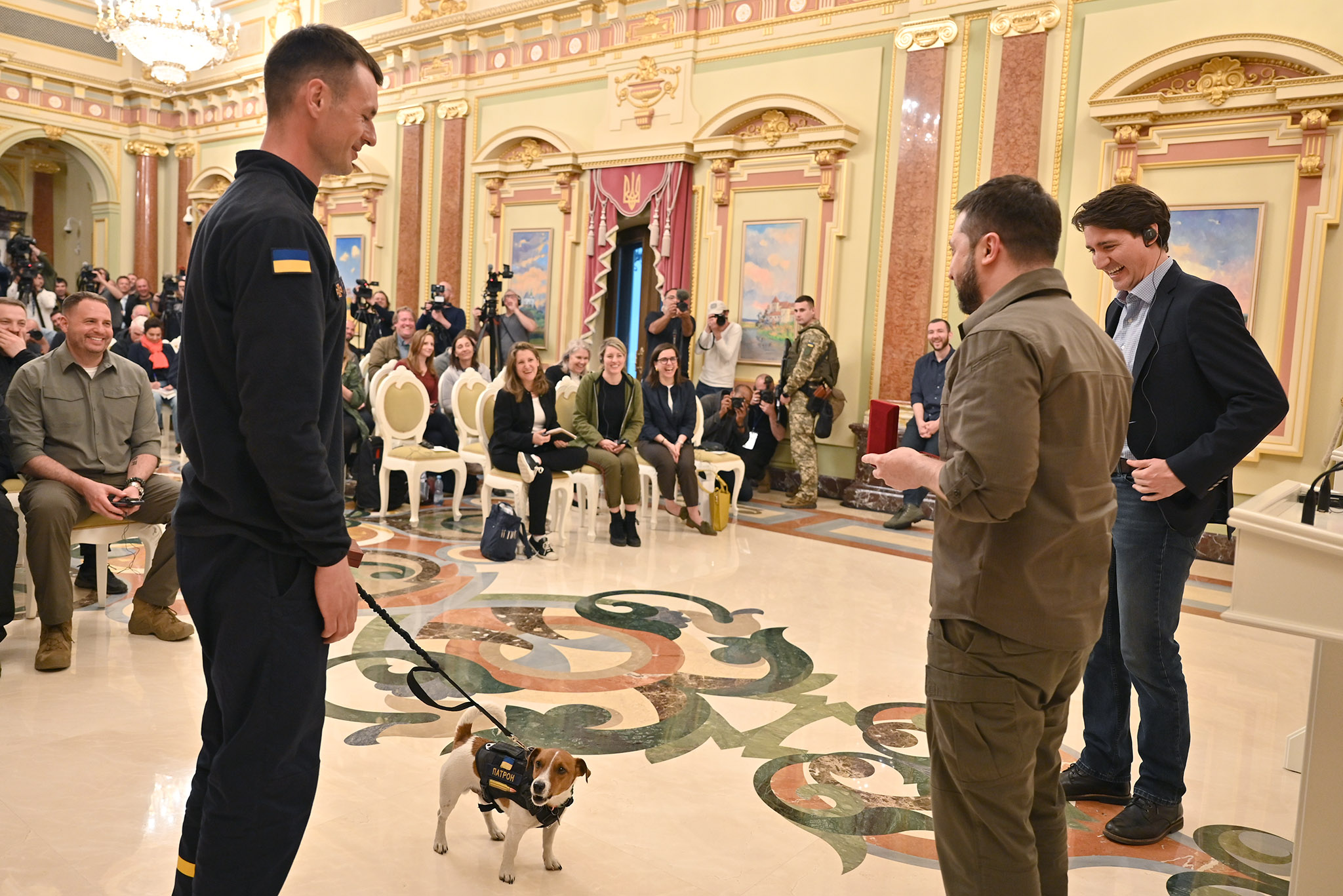
Ehrung durch Präsident Wolodymyr Selenskyj, begleitet vom kanadischen Premierminister Justin Trudeau
- Sprengstoffsuche